# 刘郃
刘郃（？—179年），字季承，东汉宗室，河間人，又曰渔阳泉州（今天津武清区）人 ，曾任济阴太守、司隸校尉、大鸿胪，官至司徒。
刘郃哥哥侍中刘鯈曾和大将军窦武计划诛杀中常侍王甫、曹节，事败被杀。光和二年（179年）三月，大鸿胪刘郃继袁滂任司徒。刘郃计划诛杀宦官，和少府陈球、卫尉阳球、尚书刘纳一起密谋，想要诛杀宦官曹节、张让等。阳球的妾是中常侍程璜之女，她把阳球等人的密谋透露给父亲程璜，程璜又告知曹节。曹节等人上奏汉灵帝，说陈球、刘郃、阳球、刘纳等人谋反，于是十一月，四人被下狱处死。